# Euxoa mimallonis
Euxoa mimallonis är en fjärilsart som beskrevs av Augustus Radcliffe Grote 1873. Euxoa mimallonis ingår i släktet Euxoa och familjen nattflyn. Inga underarter finns listade i Catalogue of Life.

## Bildgalleri

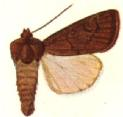